# Omorgus consanguineus
Omorgus consanguineus is een keversoort uit de familie beenderknagers (Trogidae). De wetenschappelijke naam van de soort is voor het eerst geldig gepubliceerd in 1901 door Péringuey.